# Weinbau in den Vereinigten Staaten

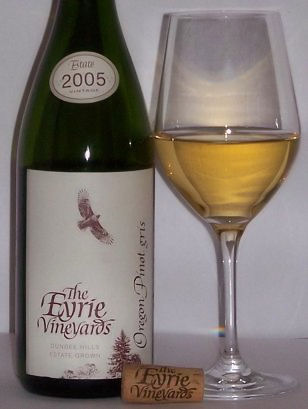
Pinot Gris aus Oregon

Die Vereinigten Staaten haben in relativ kurzer Zeit eine Spitzenposition auf dem internationalen Weinmarkt errungen. In den 1970er Jahren setzte ein regelrechter Weinboom ein. Die USA gehören seit einigen Jahrzehnten zu den bedeutendsten Weinbauländern der Erde. Nach einer Statistik der Internationalen Organisation für Rebe und Wein (OIV) nahmen die USA im Jahre 2015 nach Frankreich, Italien und Spanien den 4. Platz bei der produzierten Menge in Hektolitern weltweit ein. Die Produktion beläuft sich auf etwa 20–30 Millionen Hektoliter Wein im Jahr. Über 419.000 Hektar werden mit Weinstöcken bebaut. Dies bedeutet den 5. Platz weltweit.
Die aus international bekannten roten und weißen Rebsorten erzeugten Weine gehören zur Weltspitze. Weinbau in den USA fand und findet vor allem in Kalifornien statt. Die Weine beispielsweise aus dem Napa Valley, dem Sonoma Valley, aus Santa Cruz und Mendocino belegen bei internationalen Vergleichsproben vordere Plätze.
Aufstrebende Weinanbaugebiete sind zudem Oregon und Washington: Beim Pinot Noir, einer Rebsorte, die weniger hohe Ansprüche an das Klima stellt als z. B. der Cabernet Sauvignon, hat sich Oregon bereits zum heimlichen Herausforderer seines großen südlichen Nachbarn Kalifornien entwickelt. Das dortige Klima ist trotz seiner nördlichen Lage noch mild. 25 von 50 Staaten verfügen inzwischen über eine oder mehrere American Viticultural Area (AVA). Dies sind festgelegte, genau umrissene Herkunftsbezeichnungen für Wein.

## Geschichte des Weinbaus in den USA

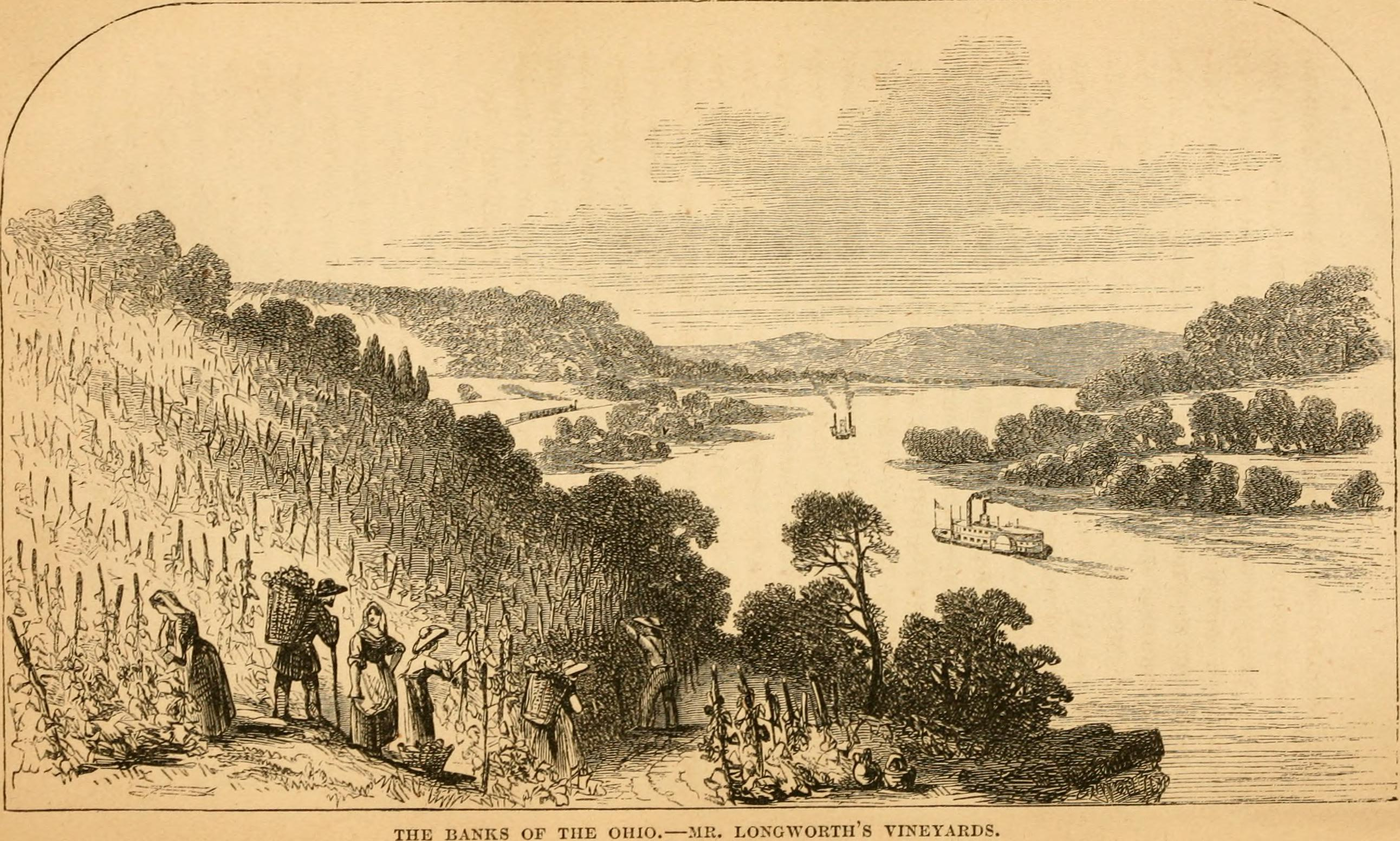
Weinberge von Nicholas Longworth im Ohio-Tal, Illustration in Charles Mackays Life and Liberty in America (1859)

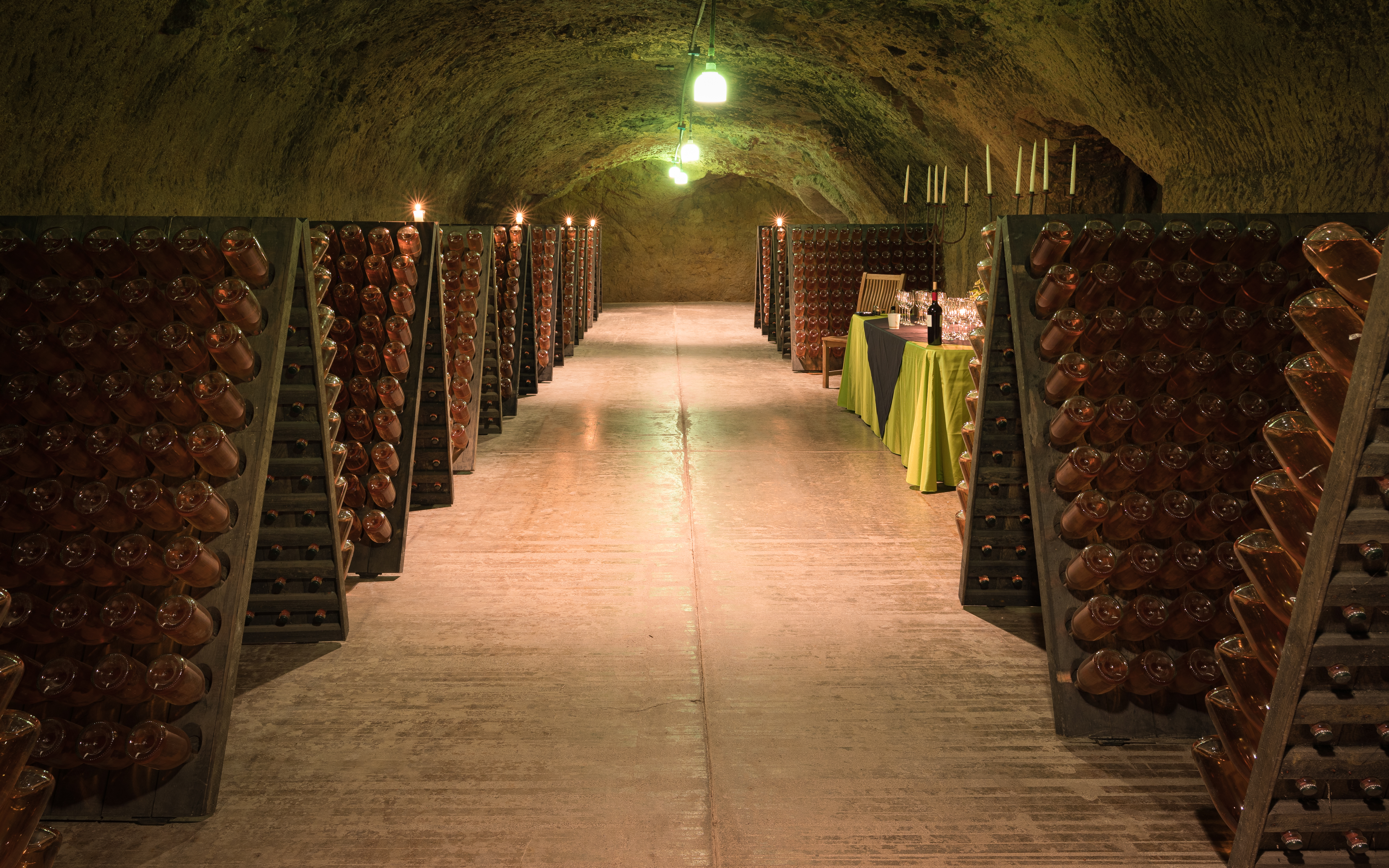
Von dem deutschen Einwanderer Jacob Schram im 19. Jahrhundert angelegter Weinkeller, heute Schramsberg Vineyards, Napa Valley AVA

Die Anfänge gehen bis in das 16. Jahrhundert zurück. In der Nähe von Jacksonville in Florida legten 1562 Hugenotten die ersten Weingärten an. Im 19. Jahrhundert, vor dem Amerikanischen Unabhängigkeitskrieg, hatte Ohio die größte Weinbauproduktion unter den Bundesstaaten. In der Weinbauregion im Ohio-Tal bei Cincinnati, damals „Rhine of America“ genannt, erwarb sich Nicholas Longworth einen Ruf als „Vater des amerikanischen Weins“.  
In Kalifornien, heute der größte Weinproduzent unter den Bundesstaaten, begann die Entwicklung im 18. Jahrhundert: 1769 führte Junípero Serra, ein in Mexiko wirkender Franziskaner aus Mallorca, Siedler aus Mexiko in die Gegend, die heute als San Diego bekannt ist. Der Goldrausch Mitte des 19. Jahrhunderts veränderte den nördlichen Teil Kaliforniens endgültig. Immigranten aus Frankreich, Italien, Deutschland, England und anderen Ländern wurden angelockt, besiedelten das Land und brachten auch weinbauliches Fachwissen mit nach Kalifornien.
Unter anderem durch die Fertigstellung der Transkontinentalen Eisenbahn 1869 waren die kalifornischen Weine schnell im Osten Amerikas und später auch in vielen europäischen Ländern verbreitet. Das Ausrufen der Prohibition brachte der gesamten amerikanischen Weinbranche im Jahr 1919 einen herben Rückschlag. Bis zum Ende der Prohibition 1933 wurden die meisten Weingärten gerodet und mit Tafeltrauben bepflanzt.
Nur wenige kommerzielle Weinproduzenten überlebten die Prohibition, indem sie Wein für religiöse Zwecke herstellten. Durch die Weltwirtschaftskrise und den Zweiten Weltkrieg dauerte es bis zum Ende der 1940er Jahre, bis der Aufbau der Weinwirtschaft wieder in Gang kam.
Am 24. Mai 1976 organisierte der britische Weinhändler Steven Spurrier in Paris eine Blindverkostung von Spitzenweinen aus Frankreich und den USA durch erfahrene französische Weinkritiker. In dieser als Weinjury von Paris bekannt gewordenen Verkostung schnitten die US-amerikanischen Weine sowohl bei den Rot- als auch bei den Weißweinen besser ab als die französischen.
In den letzten Jahren kauften sich europäische Weingüter und Weinproduzenten verstärkt in den kalifornischen Weinmarkt ein. Winzer aus Frankreich, Deutschland, Italien, Spanien und vielen anderen Ländern sind an der kalifornischen Weinindustrie beteiligt.

## Weinanbaustaaten der USA
Weinproduktion gibt es in den USA mittlerweile in allen Bundesstaaten, selbst im Süden von Alaska und auf Hawaii.
Die fünf Bundesstaaten mit den größten erzeugten hl-Mengen sind: Kalifornien, Washington, New York, Pennsylvania und Oregon. 2015 verteilte sich die Produktion wie folgt:
| Staat          | Produktion (gal) | Produktion (hl) | Produktion (%) |
| -------------- | ---------------- | --------------- | -------------- |
| Alabama        | 42.656           | 1.615           | 0,006 %        |
| Arizona        | 198.746          | 7.523           | 0,026 %        |
| Kalifornien    | 638.173.762      | 24.157.505      | 83,108 %       |
| Colorado       | 449.679          | 17.022          | 0,059 %        |
| Connecticut    | 168.896          | 6.393           | 0,022 %        |
| Florida        | 1.838.211        | 69.584          | 0,239 %        |
| Georgia        | 222.351          | 8.417           | 0,029 %        |
| Idaho          | 576.645          | 21.828          | 0,075 %        |
| Illinois       | 361.234          | 13.674          | 0,047 %        |
| Indiana        | 1.160.119        | 43.915          | 0,151 %        |
| Iowa           | 253.137          | 9.582           | 0,033 %        |
| Kansas         | 85.038           | 3.219           | 0,011 %        |
| Kentucky       | 1.643.376        | 62.209          | 0,214 %        |
| Louisiana      | 30.763           | 1.165           | 0,004 %        |
| Maine          | 81.203           | 3.074           | 0,011 %        |
| Maryland       | 476.421          | 18.034          | 0,062 %        |
| Massachusetts  | 697.196          | 26.392          | 0,091 %        |
| Michigan       | 2.064.168        | 78.137          | 0,269 %        |
| Minnesota      | 370.093          | 14.010          | 0,048 %        |
| Missouri       | 1.134.126        | 42.931          | 0,148 %        |
| Montana        | 38.741           | 1.467           | 0,005 %        |
| Nebraska       | 90.261           | 3.417           | 0,012 %        |
| New Hampshire  | 136.270          | 5.158           | 0,018 %        |
| New Jersey     | 1.492.655        | 56.503          | 0,194 %        |
| New Mexico     | 737.645          | 27.923          | 0,096 %        |
| New York       | 30.707.698       | 1.162.413       | 3,999 %        |
| North Carolina | 1.538.218        | 58.228          | 0,200 %        |
| Ohio           | 5.716.702        | 216.401         | 0,744 %        |
| Oklahoma       | 69.309           | 2.624           | 0,009 %        |
| Oregon         | 13.379.563       | 506.472         | 1,742 %        |
| Pennsylvania   | 15.513.532       | 587.251         | 2,020 %        |
| South Carolina | 28.931           | 1.095           | 0,004 %        |
| South Dakota   | 85.720           | 3.245           | 0,011 %        |
| Tennessee      | 1.646.831        | 62.339          | 0,214 %        |
| Texas          | 1.424.362        | 53.918          | 0,185 %        |
| Vermont        | 3.255.902        | 123.249         | 0,424 %        |
| Virginia       | 1.962.099        | 74.274          | 0,256 %        |
| Washington     | 38.730.324       | 1.466.102       | 5,044 %        |
| West Virginia  | 24.214           | 917             | 0,003 %        |
| Wisconsin      | 1.019.377        | 38.588          | 0,133 %        |
| andere         | 258.901          | 9.800           | 0,034 %        |
| Summe          | 767.885.075      | 29.067.612      | 100 %          |

## Rebsorten

### Rote Rebsorten
- Barbera
- Cabernet Sauvignon
- Cabernet Franc
- Carignan
- Chancellor
- Gamay
- Amay
- Grenache
- Merlot
- Pinot noir
- Rubired
- Sangiovese
- Shiraz (Syrah)
- Zinfandel

### Weiße Rebsorten
- Chardonnay
- Chenin Blanc
- Gewürztraminer
- Riesling
- Sauvignon Blanc
- Sémillion
- Vidal Blanc
- Viognier

## Prädikate und gesetzliche Regelungen
- In den USA gibt es wie in den meisten Weinbauregionen kein System von Qualitätsstufen abhängig vom Mostgewicht.
- Qualitativ höher- oder tieferrangige Herkunftsbezeichnungen existieren nicht.
- Bei der Traubenproduktion gibt es keine gesetzlichen Mengenbegrenzungen.
- Die Rebsortenpolitik ist liberal.